# سيدريك سواريس
سيدريك ريكاردو ألفيس سواريس (بالبرتغالية: Cédric Ricardo Alves Soares‏) لاعب كرة قدم برتغالي الجنسية ألماني المولد، يلعب في مركز الظهير الأيمن ولد في يوم 31 أغسطس 1991 في بلدة سنجن في ألمانيا. يلعب حالياً في صفوف نادي ساوثهامبتون، ولعب سابقا في سبورتينغ لشبونة ونادي أكاديميكا كويمبرا. كذلك هو أحد عناصر المنتخب البرتغالي 

## روابط خارجية
- سيدريك سواريس على موقع الاتحاد الدولي (مؤرشف)  (الإنجليزية)
- سيدريك سواريس على موقع الاتحاد الأوربي (الإنجليزية)
- سيدريك سواريس على موقع إي إس بي إن إف سي (الإنجليزية)
- سيدريك سواريس على موقع قاعدة بيانات كرة القدم.إي يو (الإنجليزية)
- سيدريك سواريس على موقع ليكيب (الفرنسية)
- سيدريك سواريس على موقع ناشيونال فوتبول تيمز (الإنجليزية)
- سيدريك سواريس على موقع Soccerbase.com (لاعب) (الإنجليزية)
- سيدريك سواريس على موقع Soccerway.com (الإنجليزية)
- سيدريك سواريس على موقع عالم كرة القدم.نت (الإنجليزية)
- سيدريك سواريس على موقع AS.com (الإسبانية)